# Microsoft Academic
Microsoft Academic fue un motor de búsqueda web público y libre para literatura y publicaciones científicas, desarrollado por Microsoft Research.

## Historia
El servicio reemplaza el proyecto de búsqueda de Microsoft denominado Microsoft Academic Search, el cual dejó de funcionar en 2012. Con su nuevo nombre fue lanzado en 2016, con un nuevo diseño y motor de búsqueda, utilizando tecnologías de búsqueda semántica. Contiene un índice para más de 220 millones de publicaciones, 88 millones de los cuales son artículos de revistas científicas.
Algunas revisiones bibliométricas sugieren que es un competidor importante para Google Académico, Web of Science y Scopus.
El 4 de mayo de 2021, Microsoft anunció que la web y API de Microsoft Academic se retirarían el 31 de diciembre de 2021.